# فهرست نشریه‌های حسابداری ایران
نشریه‌های حسابداری ایران در دو گروه:
- نشریه‌های علمی حسابداری ایران
- نشریه‌های حرفه‌ای حسابداری ایران

## نشریه‌های علمی حسابداری ایران
علمی‌پژوهشی
- دانش و پژوهش حسابداری، انجمن حسابداری ایران
- تحقیقات حسابداری و حسابرسی (تحقیقات حسابداری سابق)، انجمن حسابداری ایران
- دانش حسابرسی، دیوان محاسبات کشور
- بررسی‌های حسابداری و حسابرسی، دانشکده مدیریت دانشگاه تهران
- مطالعات تجربی حسابداری مالی، دانشگاه علامه طباطبایی، دانشکده حسابداری و مدیریت
- پژوهش‌های تجربی حسابداری، دانشگاه الزهرا
- پژوهش‌های حسابداری مالی، معاونت تحقیقات و فناوری دانشگاه اصفهان
- پیشرفت‌های حسابداری (علوم اجتماعی وانسانی سابق)، دانشگاه شیراز
- دانش حسابداری، دانشگاه شهید باهنر کرمان

علمی‌ترویجی
- مطالعات حسابداری و حسابرسی، انجمن حسابداری ایران

## نشریه‌های حرفه‌ای حسابداری ایران
- ماهنامه حسابدار، انجمن حسابداران خبره ایران
- مجله حسابرس، سازمان حسابرسی
- مجله حسابدار رسمی، جامعه حسابداران رسمی ایران
- فصلنامه پژوهش در حسابداری و علوم اقتصادی